# Liste der Stolpersteine in Bochum-Südwest
Die Liste der Stolpersteine in Bochum-Südwest führt die vom Künstler Gunter Demnig verlegten Stolpersteine im Bochumer Stadtbezirk Bochum-Südwest (VI) auf. Sie sollen an die Opfer des Nationalsozialismus erinnern, die in Bochum-Südwest ihren letzten bekannten Wohnsitz hatten, bevor sie deportiert, ermordet, vertrieben oder in den Suizid getrieben wurden.

## Hintergrund
Seit November 2004 hat das Stadtarchiv – Bochumer Zentrum für Stadtgeschichte viele Verlegeaktionen organisiert, bei denen der Künstler Gunter Demnig Stolpersteine in Bochum verlegt hat. Im Stadtbezirk Bochum-Südwest wurden bisher 21 Steine an sieben Orten verlegt. (Stand: Juni 2024)
 Info: Angaben zu Eigenschaften, welche alle Teillisten für Bochum gemeinsam haben, sind unter der Liste der Stolpersteine in Bochum zu finden.
| Adresse                 | Nr. | Verlegedatum                                                                                    | Person(en) / Inschrift | Bild                                                        | Bemerkungen |
| ----------------------- | --- | ----------------------------------------------------------------------------------------------- | --- | ----------------------------------------------------------- | ----------- |
| Auf dem Pfade 1 ·       | |                                                                                                 | HIER WOHNTE ERNST RUTHMANN JG. 1878 'MISCHEHE' AUSGEGRENZT/DRANGSALIERT                                                                                             |                                                             |             |
| Auf dem Pfade 1 ·       | HIER WOHNTE LUISE STAHL VERH. RUTHMANN JG. 1883 GEDEMÜTIGT/ENTRECHTET UNTERGETAUCHT 1944/ÜBERLEBT                      |                                                                                                 | |                                                             |             |
| Auf dem Pfade 1 ·       | HIER WOHNTE OTTO RUTHMANN JG. 1908 GEDEMÜTIGT/ENTRECHTET MISSHANDELT VON SA ÜBERLEBT                                   |                                                                                                 | |                                                             |             |
| Auf dem Pfade 1 ·       | HIER WOHNTE ERNST RUTHMANN JG. 1910 GEDEMÜTIGT/ENTRECHTET 'SCHUTZHAFT' 1938 EINGEZOGEN ZUR WEHRMACHT TOT 1944 OSTFRONT |                                                                                                 | |                                                             |             |
| Auf dem Pfade 1 ·       | HIER WOHNTE HANS RUTHMANN JG. 1919 GEDEMÜTIGT/ENTRECHTET FLUCHT 1939 KENIA                                             |                                                                                                 | |                                                             |             |
| Blumenfeldstraße 64 ·   | |                                                                                                 | BLUMENFELDSTR. 84 WOHNTE WILHELM 'WILLY' KLEIN jg. 1930 EINGEWIESEN 1935 HEILANSTALT MARSBERG 'VERLEGT' 4.10.1943 HEILANSTALT MESERITZ-OBRAWALDE ERMORDET 3.11.1943 |                                                             |             |
| Hattinger Straße 289 ·  | 269 | 8. Okt. 2020                                                                                    | HIER WOHNTE HEINRICH KÖNIG JG. 1886 IM WIDERSTAND / SPD FLUCHT SAARLAND 1943 FRANKREICH VERHAFTET/RÜCKTRANSPORT GEFÄNGNIS BOCHUM GEFOLTERT TOT 7.5.1943             | Stolperstein Bochum Hattinger Straße 289 Heinrich König     |             |
| Hattinger Straße 654b · | 143 | 19. Sep. 2011                                                                                   | HIER WOHNTE JULIUS ELVERSBERG JG. 1898 VERHAFTET 1944 POLIZEIGEFÄNGNIS BOCHUM ERMORDET 1945 IM ROMBERGPARK DORTMUND                                                 | Stolperstein für Julius Eversberg                           |             |
| Hattinger Straße 776 ·  | 155 | 21. Sep. 2012                                                                                   | HIER WOHNTE HUGO MARCUS JG. 1869 VERHAFTET 1938 SACHSENHAUSEN DEPORTIERT 1942 ZAMOSC ERMORDET                                                                       | Stolperstein für Hugo Marcus                                |             |
| Hattinger Straße 776 ·  | 156 | 21. Sep. 2012                                                                                   | HIER WOHNTE JOHANNA MARCUS GEB. LEESER JG. 1874 DEPORTIERT 1942 ZAMOSC ERMORDET                                                                                     | Stolperstein für Johanna Marcus                             |             |
| Hattinger Straße 776 ·  | | HIER WOHNTE MARGARETHE MARCUS VERH. HEYMANN JG. 1900 UMZUG/HEIRAT DEPORTIERT 1942 RIGA ERMORDET | |                                                             |             |
| Hattinger Straße 776 ·  | HIER WOHNTE HILDE MARCUS VERH. SUSSMANN JG. 1906 FLUCHT 1939 USA                                                       |                                                                                                 | |                                                             |             |
| Hattinger Straße 776 ·  | HIER WOHNTE HANS WERNER MARCUS JG. 1909 FLUCHT 1939 USA                                                                |                                                                                                 | |                                                             |             |
| Hattinger Straße 777 ·  | 97 | 30. Okt. 2009                                                                                   | HIER WOHNTE EMIL RÖTTGEN JG. 1882 FLUCHT 1938 HOLLAND INTERNIERT WESTERBORK DEPORTIERT 1942 ERMORDET 1943 IN SOBIBOR                                                | Stolperstein für Emil Röttgen                               |             |
| Hattinger Straße 777 ·  | 98 | 30. Okt. 2009                                                                                   | HIER WOHNTE ERNA RÖTTGEN GEB. ALEXANDER JG. 1897 FLUCHT 1938 HOLLAND INTERNIERT WESTERBORK DEPORTIERT 1942 ERMORDET 1943 IN SOBIBOR                                 | Stolperstein für Erna Röttgen                               |             |
| Hattinger Straße 777 ·  | 99 | 30. Okt. 2009                                                                                   | HIER WOHNTE EVA EMMA RÖTTGEN JG. 1929 FLUCHT 1938 HOLLAND INTERNIERT WESTERBORK DEPORTIERT 1942 ERMORDET 1943 IN SOBIBOR                                            | Stolperstein für Eva Emma Röttgen                           |             |
| Hattinger Straße 777 ·  | 100 | 30. Okt. 2009                                                                                   | HIER WOHNTE HANNA RÖTTGEN JG. 1924 FLUCHT 1938 HOLLAND INTERNIERT WESTERBORK DEPORTIERT 1942 ERMORDET 1942 IN AUSCHWITZ                                             | Stolperstein für Hanna Röttgen                              |             |
| Hattinger Straße 798 ·  | 109 | 30. Okt. 2009                                                                                   | HIER WOHNTE ALEXANDER ADLER JG. 1887 VERHAFTET 1938 SACHSENHAUSEN MEDIZINISCHE HILFE VERWEIGERT TOT 1938                                                            | Stolperstein für Alexander Adler                            |             |
| Hattinger Straße 798 ·  | 267 | 8. Okt. 2020                                                                                    | HIER WOHNTE ELSE ADLER GEB. RÖTTGEN JG. 1892 FLUCHT 1942 FRANKREICH MIT GEFÄLSCHTEN PAPIEREN ÜBERLEBT                                                               | Stolperstein Bochum Hattinger Straße 798 Else Adler         |             |
| Hattinger Straße 798 ·  | 268 | 8. Okt. 2020                                                                                    | HIER WOHNTE HORST WALTER ADLER JG. 1926 KINDERTRANSPORT 1939 ENGLAND                                                                                                | Stolperstein Bochum Hattinger Straße 798 Horst Walter Adler |             |
| Hattinger Straße 798 ·  | 134 | 4. Okt. 2010                                                                                    | HIER WOHNTE SOPHIE RÖTTGEN GEB. WOLFF JG. 1861 DEPORTIERT 1942 THERESIENSTADT ERMORDET 1942 IN TREBLINKA                                                            | Stolperstein für Sophie Röttgen                             |             |
| Markstraße 406 ·        | 176 | 17. Sep. 2013                                                                                   | HIER WOHNTE KARL SPRINGER JG. 1895 IM WIDERSTAND / KPD VERHAFTET 1936 TOT 18.10.1936 POLIZEIPRÄSIDIUM BOCHUM                                                        | Stolperstein für Karl Springer                              |             |